# Maida Vale
Maida Vale és un barri del districte de Ciutat de Westminster de Londres, Anglaterra (Regne Unit).
S'hi situen els estudis de la BBC Maida Vale Studios.